# FXR1
FXR1‏ (FMR1 autosomal homolog 1) هوَ بروتين يُشَفر بواسطة جين FXR1 في الإنسان.